# ميخائيل كوخ (لاعب كرة قدم)
ميخائيل كوش (بالألمانية: Michael Koch)‏ هو لاعب كرة قدم ألماني في مركز الهجوم، ولد في 27 سبتمبر 1969. لعب مع شتوتغارت كيكرز ونادي هامبورغ وهانوفر 96.

## وصلات خارجية
- ميخائيل كوش على موقع قاعدة بيانات كرة القدم.إي يو (الإنجليزية)
- ميخائيل كوش على موقع بيانات كرة القدم. دي إي (الألمانية)
- ميخائيل كوش على موقع عالم كرة القدم.نت (الإنجليزية)